# Переговоры в ситуации захвата заложников
Переговоры в ситуации захвата заложников — один из видов экстремальных переговоров. К данным переговорам прибегают в случае захвата заложников с целью уменьшения угрозы и сохранения жизни людей. Используется как один из способов разрешения конфликтной ситуации с захватом заложников наряду с силовым решением проблемы (применение вооружённых сил), применением химических веществ, удовлетворением требований преступников.

## Разработка метода ведения переговоров в ситуации захвата заложников в США
В 1960-х гг. в США увеличилось количество вооружённых ограблений, угонов самолётов, захватов заложников. В ответ на участившиеся преступления правоохранительные органы США стали разрабатывать новые виды оружия и создали специальную команду — SWAT — для силового разрешения преступлений такого рода. Впервые для разрешения ситуаций с захватом заложников вооружённые силы были применены в 1967 году в Лос-Анджелесе, и вплоть до 1973 года такой способ борьбы с террористами и захватчиками заложников являлся основным. Хотя подобный подход и приводил к большому количеству потерь человеческих жизней, но это воспринималось как вынужденная необходимость.

## Разработка метода ведения переговоров в ситуации захвата заложников в России
В конце XX века в России остро встал вопрос о способах разрешения ситуаций с захватом заложников. В период с 1997 год по 2003 ОВД было зарегистрировано 956 случаев захвата заложников, а общее количество заложников составило 2064 человека. Подобные преступления террористического характера имели свои особенности:
- наличие тесной взаимосвязи между уголовными и политическими целями;
- выраженная жестокость по отношению к заложникам.

Яркими примерами подобных ситуаций явились теракт в Будённовске (1995), теракт на Дубровке (2002) и теракт в Беслане (2004).
Переговоры с террористами проводились непрофессионально людьми, которые не были к этому специально подготовлены, — депутатами, врачами, чиновниками, журналистами и т. п. Эти инциденты подтолкнули правительство и парламент к рассмотрению возможности и необходимости ведения переговоров в ситуации захвата заложников. Вследствие этого был принят Федеральный закон от 6 марта 2006 года «О противодействии терроризму» № 35-ФЗ, статья 16 которого гласит:

Статья 16. Ведение переговоров в ходе контртеррористической операции:
1. В целях сохранения жизни и здоровья людей возможно ведение переговоров лицами, специально уполномоченными на то руководителем контртеррористической операции.
2. При ведении переговоров с террористами не должны рассматриваться выдвигаемые ими политические требования.

## Краткая характеристика
В структуре переговоров с захватом можно выделить следующие компоненты:
- особая криминальная ситуация, которая требует ведения таких переговоров (без них невозможно достижение целей);
- диалог между сторонами — субъектами переговоров — для достижения результата;
- решение различных задач относительно преступления и связанных с ним вопросов благодаря достижению соглашения;
- исполнение обязательств[5]

Цели, которые ставятся перед переговорщиком:
1. Сохранение жизни и здоровья заложников;
2. Склонение преступника к прекращению противоправных действий;
3. Получение дополнительной информации о личности преступников и заложников;
4. Обеспечение снижения требований преступников и выдвижение им встречных условий для освобождения заложников;
5. Обеспечение других структур временными ресурсами.

Задача переговоров в кризисных ситуациях: использование вербальных стратегий, чтобы выиграть время и вмешаться в происходящее таким образом, чтобы эмоциональность преступника могла уменьшиться, а возможность к рациональному мышлению повысилась.
Субъектами переговоров могут выступать: стороны конфликта, часть общественности, органы самоуправления, представители разных групп (например, СМИ, родные и близкие преступников).
Одним из главных моментов в организации переговоров с террористами является подбор и подготовка переговорщиков. Подбор должен строиться на добровольной основе, с учётом личностных особенностей кандидатов, способности действовать в стрессовых ситуациях, быстроты реакции, самообладания, эмоциональной устойчивости, наличия необходимых интеллектуальных способностей и т. п. Потенциальные переговорщики должны обладать необходимыми знаниями в области психологии и педагогики, а также пройти специальную подготовку в области экстремальных переговоров.

## Особенности ведения переговоров в ситуациях захвата заложников
В. П. Илларионов выделяет следующие особенности переговоров в ситуации захвата заложников:
- Вынужденный характер переговоров. В переговоры с террористами стороны вступают из необходимости, а не для поиска компромиссного решения, как это часто бывает в других видах переговоров;
- Неожиданность действий преступников;
- Использование манипулятивных техник противоположной стороной. Преступники выдвигают требования к условиям проведения переговоров, например, персонифицируют переговорщика;
- Привлечение третьих сторон для решения проблемы (дополнительных медиаторов, представителей органов самоуправления и т. п.);
- Диаметрально противоположные интересы;
- Необходимость постоянного сочетания «позиционных переговоров» и переговоров «по существу». Анализ случаев успешно окончившихся переговоров с преступниками показывает, что переговорщики в ходе экстремальных переговоров в зависимости от конкретной ситуации должны сочетать возможности, которые предоставляют обе эти разновидности. Это делает тактику действий правоохранительных органов более гибкой[5].

## Этапы ведения переговоров
Переговорный процесс в условиях захвата заложников состоит из нескольких этапов, на каждом из которых решаются определённые задачи.
Всего выделяется 4 этапа:
1. Первый этап: обобщение первоначальной информации о кризисной ситуации, которая требует ведения переговоров, принятие решения о необходимости их ведения, определение переговорщиков, сбор дополнительных данных о возникшем конфликте, разработка тактики ведения переговоров, установка контакта с преступниками, достижение стабильной обстановки.
2. Второй этап («захват позиций»): организация привлечения к разрешению вопроса сил и средств, обеспечивающих общественную безопасность, путём психолого-педагогического воздействия обеспечивается склонение преступников к отказу от противоправного поведения. Рассматривается возможность разрешения конфликта силой.
3. Третий этап: выдвижение условий и обсуждение их приемлемости, поиск компромиссных вариантов, торг, психологическая борьба, активный диалог по разработке обоюдно приемлемых решений.
4. Четвёртый этап: достижение полного или частичного соглашения, определение способов его реализации, анализ проведённой работы.

На любом из этапов переговоров есть возможность уменьшения числа заложников, в первую очередь женщин, детей, больных и пожилых людей, используя все поводы для постановки этого вопроса. Эту возможность переговорщик постоянно должен иметь в виду. Каждый освобождённый заложник — успех, достигнутый в ходе переговорного процесса.

## Критерии успешности переговоров
Переговоры в ситуации захвата заложников оцениваются положительно, если:
- снижается категоричность, резкость и непоколебимость выдвигаемых требований;
- уменьшается количество угроз, агрессивных действий со стороны преступников;
- усиливается положительная окраска диалога между сторонами;
- с момента начала ведения переговоров не происходит насилия или убийства никого из участников переговоров, заложников, сотрудников полиции;
- освобождаются заложники;
- преступник отказывается от реализации изначальных замыслов и сдаётся.

Зачастую уступки, на которые идёт переговорщик, объясняются именно желанием достичь данных позиций.